# 湯浅城
湯浅城（ゆあさじょう）は、紀伊国有田郡（和歌山県有田郡湯浅町青木）にあった日本の城。城跡は国の史跡に指定されている。

## 概要
康治2年（1143年）に湯浅宗重によって在田郡の青木山に築城された山城である。代々湯浅氏が居城した。湯浅城は要害として知られ、文安4年（1447年）に畠山氏がこの城を三度攻めてようやく落としたとされる。
城跡には土塁、曲輪等が残る。青木山の向かいには城を模した湯浅温泉・湯浅城があり、4階の資料館には湯浅氏に関するものが展示されている。
2012年4月15日、地元のボランティア団体が中心となって、全国の湯浅姓70人の有志を集めてイベントを行い、城跡に湯浅宗重顕彰碑を建てた。
城跡は2021年に国の史跡に指定された（藤波館跡とともに「湯浅党城館跡」として指定）。